# 露娜 银河之星
《露娜 银河之星》是一款由Game Arts和Japan Art Media制作、Game Arts发行的角色扮演类游戏。本游戏最初于1992年在Mega-CD上发行。
游戏是一个传统的角色扮演类游戏，玩家需要探索城镇、田地和树林。
世嘉土星版本的游戏收到正面评价。游戏共售出10万份。